# Pep Castellano
Josep Castellano Puchol (Albocácer, 1960) más conocido como Pep Castellano, es un escritor español de literatura infantil y juvenil en lengua valenciana.

## Biografía
Estudió magisterio y después pedagogía y trabaja como técnico de formación de animadores juveniles en el Instituto Valenciano de la Juventud (IVAJ) de la Generalidad Valenciana. Como pedagogo, ha sido reconocido con el Premio Soler i Godes a la Innovación Educativa, galardón otorgado por la Fundación que lleva el nombre del reconocido pedagogo valenciano Enric Soler i Godes. No obstante, su faceta pública más destacada es como escritor, en especial de literatura dirigida al lector infantil y juvenil. Sus obras, escritas en valenciano, han recibido numerosos galardones, entre ellos el Premio Samaruc de la Asociación de Bibliotecarios Valencianos 2001 por L'herència dels càtars, el Premio Enric Valor de narrativa juvenil 2004 por Ferum de silenci, el Premio Carmesina de narrativa infantil por Els pirates no ploren o el Premio de narrativa infantil Vicent Silvestre 2009, por Bernat, el científic enamorat.